# Bob Wise
Robert Ellsworth „Bob” Wise, Jr. (ur. 6 stycznia 1948) – amerykański polityk, członek Partii Demokratycznej, kongresmen Stanów Zjednoczonych z 2. okręgu wyborczego w Wirginii Zachodniej, 33. gubernator stanu Wirginia Zachodnia.
Bob Wise swoją karierę polityczną zaczynał od Senatu stanu Wirginia Zachodnia, gdzie zasiadał w latach od 1981 do początku roku 1983, kiedy to został kongresmenem. do Izby Reprezentantów wybierany był dziewięciokrotnie i zasiadał tam nieprzerwanie od 1983 do 2001. W 2000 roku wystartował w wyborach na gubernatora stanu Wirginia Zachodnia, które wygrał, pokonując republikanina Cecil H. Underwooda. Po zakończeniu kadencji nie ubiegał się o reelekcję.